# The Voice
The Voice er en kommerciel radiostation ejet af Bauer Media Danmark, et datterselskab af tyske Bauer Media Group. Bauer Media overtog radiostationen i april 2015 fra SBS Radio, som tilhørte ProSiebenSat.1 Media.
Stationen blev stiftet i 1984 af Otto Reedtz-Thott og Klaus Riskær Pedersen 
og gik i luften første gang som en lokalradio i København den 8. Juni 1984 kl. 12:00.
Blandt de første værter var Henrik Hannibal, Dan Rachlin, Miss Mia, Nick Rainer og Phillip Marco Vallentin.
Den 17. august 2004 fik The Voice sin egen tv kanal The Voice TV.

## Programmer
The Voice har altid haft morgenshows. Et af dem var Freakshowet. Programmet var specielt kendt for "Rørbomben", hvor man hver morgen kunne prøve at bilde sin mor en historie på ærmet, som Freakshowet opfandt. Hvis ens mor troede på løgnhistorien, vandt man Rørbombepakken, der typisk bestod af nogle cd'er og dvd-film.
Et andet morgenshow hed Happy og Co og var en forløber for P3s Tæskeholdet.
Morgenshowet på The Voice blev en tid bestyret af Jan Elhøj med showet Elhøj's Morgenkomplot, men grundet samarbejdsvanskeligheder valgte Elhøj at gå efter ganske få måneder.[kilde mangler]
Et andet kendt morgenshow på The Voice var "Kaos Krew" med blandt andre Uffe Holm, der var en del af morgenshowet Morgenfabrikken sammen med Mikkel Herforth og Pernille Fals Barth.
En lang række værter og personligheder har startet deres karriere på The Voice, herunder Casper Christensen, Bubber, Jakob "Kongen" Lund, Lille Lars, Morten Trøst, Lars Peter Støvring og Thomas Madvig.
The Voice er i dag en del af Bauer Media. Det danske selskab ejer også Pop FM (sammen med Berlingske Media), Radio 100, Radio Soft, Nova FM og myRock.

## Kritik
Tre radioværter på The Voice blev i 2006 dømt i Østre Landsret for medvirken til vold. Værterne havde i et radioprogram på The Voice udlovet 10.000 kr. til den lytter, der ville overfalde en bagerjomfru med en kage. Østre Landsret skærpede byrettens dom, så bøden endte med at være 10.000 kr. pr. vært. Overfaldsmanden blev også dømt.

## The Voice (Tivoli)
Hvert år afholdes The Voice koncerten i Tivoli. Koncerten byder på et show med masser af danske og internationale optrædende.

### The Voice Prisen
Radiokanalen uddeler årligt The Voice Prisen under Voice-koncerten. Der bliver givet priser i en række forskellige kategorier, og vinderne bestemmes af lytterne ved afstemning.
Hovedprisen er The Voice Prisen, mens andre priser inkluderer Årets Body Art, Årets Flirt, Årets fashionista og Årets tweet.

## Frekvenser
| Sendefrekvens | Landsdel, by eller område |
| ------------- | ------------------------- |
| 89,1          | Helsingør                 |
| 90,0          | Frederikssund             |
| 90,0          | Egtved                    |
| 91,8          | Værløse                   |
| 93,1          | Aarhus                    |
| 93,6          | Køge                      |
| 93,7          | Aarhus C                  |
| 96,1          | København Nord            |
| 98,0          | Fyn                       |
| 99,1          | Vestsjælland              |
| 100,1         | Silkeborg                 |
| 100,2         | Aalborg                   |
| 101,4         | Frederikshavn             |
| 101,8         | Randers                   |
| 104,1         | Børkop                    |
| 104,3         | Ikast                     |
| 104,3         | Vestsjælland              |
| 104,5         | Jelling                   |
| 104,6         | Nykøbing F                |
| 104,7         | Egtved NV                 |
| 104,9         | København                 |
| 105,0         | Hornsherred               |
| 105,1         | Nord Vest Fyn             |
| 105,4         | København                 |
| 105,9         | Vejle                     |
| 106,2         | Thisted                   |
| 106,6         | Roskilde                  |
| 106,9         | Horsens                   |
| 107,3         | Hillerød                  |
| 107,5         | Syd Sjælland              |
| 107,6         | Nordfyn                   |
| 107,9         | Tørring                   |